# サンアロマー
サンアロマー株式会社（英文名称SunAllomer Ltd.）は、ポリプロピレン樹脂の製造・加工・販売を行う化学メーカー。レゾナックとENEOSの合弁会社である。

## 事業
「サンアロマー」や「クオリア」の商標名による、各種ポリプロピレン樹脂製品。ライオンデルバセル (Lyondellbasell) の製造するキャタロイ製品、PB-1製品。

## 沿革
- 1955年（昭和30年）- 日本石油全額出資により日本石油化学株式会社を設立。石油化学事業に進出。
- 1957年（昭和32年）- 昭和電工、石油化学事業に進出。日本石油化学エチレン設備完成、川崎コンビナート操業開始。
- 1969年（昭和44年）- 昭和電工大分コンビナート竣工。12月ポリプロピレン設備完成、操業開始。
- 1989年（平成元年）- 日本石油化学コンビナートに浮島ポリプロ株式会社（UPP）のポリプロピレン設備完成。
- 1993年（平成5年）- 昭和電工大分・気相法ポリプロピレン設備完成。
- 1995年（平成7年）- 日本ポリオレフィン株式会社（JPO）設立。昭和電工・日本石油化学から事業譲渡。
- 1996年（平成8年）- JPOとMontellが共同でMontell-JPO株式会社（MJC）を設立。JPOからMJCに自動車用途ポリプロピレン事業を譲渡。
- 1999年（平成11年）- モンテル・エスディーケー・サンライズ株式会社（MSS）を設立。JPOからポリプロピレン事業を譲渡。
- 2000年（平成12年）- 大林産業（朝鮮語版）株式会社と共同で韓国にポリミレイ（朝鮮語版）社設立。
- 2001年（平成13年）- MSSからサンアロマー株式会社へ社名変更。
- 2002年（平成14年）- サンアロマーが日本石油化学からUPP株式を全株譲渡。
- 2007年（平成19年）- UPPを解散しサンアロマーに事業譲渡。
- 2016年（平成28年）- 当社の50%の株式を保有していたライオンデルバセルグループが、同じく50%の株式を保有していたエスディーケー・サンライズ投資株式会社（昭和電工が株式の65%保有、JXエネルギーが株式の35%保有）へ保有全株式を譲渡。さらに完全親会社となったエスディーケー・サンライズ投資を吸収合併。株主が昭和電工（65%）、JXエネルギー（35%）となる。

## 事業所
- 本社 - 〒104-0002 東京都品川区東品川 2-2-24
- 大阪支店 - 〒550-0011　大阪府大阪市西区阿波座1-4-4
- 名古屋支店 - 〒450-0002　愛知県名古屋市中村区名駅3-15-1
- 川崎工場 - 〒210-0865　神奈川県川崎市川崎区千鳥町13-1
- 大分工場 - 〒870-0189　大分県大分市大字中の洲2
- 研究開発本部 - 〒210-0863　神奈川県川崎市川崎区夜光2-3-2